# الواسع (أسماء الله الحسنى)
الواسع هو من أسماء الله الحسنى، على وزن فاعل، ومعناه: الذي لا حدود له ولمدلول أسمائه وصفاته، لا نهاية لسلطانه، ولا حد لإحسانه، محيط بكل خلقه، واسع الصفات والنعوت، وسع بعلمه جميع المعلومات، وبقدرته جميع المقدورات، فهو واسع العلم والرحمة والمغفرة والعظمة والغنى والسلطان والملك والفضل والقدرة والكرم والإحسان.

## نبذة عن معنى الاسم
الواسع معناه أنه تعالى: واسع الرحمة: ﴿ورحمتي وسعت كل شيء﴾ سورة الأعراف: 156، ﴿ربنا وسعت كل شيء رحمة وعلما﴾ سورة غافر: 7 أي عم كل شيء بعلمه وتدبيره وإحاطته. واسع المغفرة: ﴿إن ربك واسع المغفرة﴾ سورة النجم: 32. واسع الملك: ﴿وسع كرسيه السماوات والأرض﴾ سورة البقرة: 255 يقال: فلان يسَعُ الشيء سعة إذا احتمله وأطاقه وأمكنه القيامُ به. ويقال: وسع الشيءُ الشيء إذا أحاط به وغمره حتى اضمحلّ في جانبه، وهذا المعنى هو اللائق هنا. واسع العلم والقدرة والسلطان: ﴿ولله المشرق والمغرب فأينما تولوا فثم وجه الله إن الله واسع عليم﴾ سورة البقرة: 115 والجهات كلها له، لا يختص ملكه بمكان دون آخر، فإن التولية ممكنة في كل مكان، لا تختص أماكنها في مسجد دون مسجد، ولا في مكان دون مكان، فإذا مُنعتم من الصلاة في المساجد ففي أي مكان كنتم ووليتم وجهكم إلى القبلة التي أمرتم بالتوجه إليها فثم جهته التي أمر بها، أو فثم ذاته المقدسة. وقوله: ﴿واسع﴾ تذييل لمدلول ﴿ولله المشرق والمغرب﴾ والمراد سعة ملكه أو سعة تيسيره والمقصود عظمة الله، أنه لا جهة له.

## في القرآن الكريم
قد ورد في القرآن تسع مرات، اقترن باسم الله العليم سبع مرات، وباسم الحكيم مرة واحدة، ومرة بلفظ واسع المغفرة:
- ﴿وَلِلَّهِ الْمَشْرِقُ وَالْمَغْرِبُ فَأَيْنَمَا تُوَلُّوا فَثَمَّ وَجْهُ اللَّهِ إِنَّ اللَّهَ وَاسِعٌ عَلِيمٌ ۝١١٥﴾ سورة البقرة:115
- ﴿وَقَالَ لَهُمْ نَبِيُّهُمْ إِنَّ اللَّهَ قَدْ بَعَثَ لَكُمْ طَالُوتَ مَلِكًا قَالُوا أَنَّى يَكُونُ لَهُ الْمُلْكُ عَلَيْنَا وَنَحْنُ أَحَقُّ بِالْمُلْكِ مِنْهُ وَلَمْ يُؤْتَ سَعَةً مِنَ الْمَالِ قَالَ إِنَّ اللَّهَ اصْطَفَاهُ عَلَيْكُمْ وَزَادَهُ بَسْطَةً فِي الْعِلْمِ وَالْجِسْمِ وَاللَّهُ يُؤْتِي مُلْكَهُ مَنْ يَشَاءُ وَاللَّهُ وَاسِعٌ عَلِيمٌ ۝٢٤٧﴾ سورة البقرة:247
- ﴿مَثَلُ الَّذِينَ يُنْفِقُونَ أَمْوَالَهُمْ فِي سَبِيلِ اللَّهِ كَمَثَلِ حَبَّةٍ أَنْبَتَتْ سَبْعَ سَنَابِلَ فِي كُلِّ سُنْبُلَةٍ مِائَةُ حَبَّةٍ وَاللَّهُ يُضَاعِفُ لِمَنْ يَشَاءُ وَاللَّهُ وَاسِعٌ عَلِيمٌ ۝٢٦١﴾ سورة البقرة:261
- ﴿الشَّيْطَانُ يَعِدُكُمُ الْفَقْرَ وَيَأْمُرُكُمْ بِالْفَحْشَاءِ وَاللَّهُ يَعِدُكُمْ مَغْفِرَةً مِنْهُ وَفَضْلًا وَاللَّهُ وَاسِعٌ عَلِيمٌ ۝٢٦٨﴾ سورة البقرة:268
- ﴿وَلَا تُؤْمِنُوا إِلَّا لِمَنْ تَبِعَ دِينَكُمْ قُلْ إِنَّ الْهُدَى هُدَى اللَّهِ أَنْ يُؤْتَى أَحَدٌ مِثْلَ مَا أُوتِيتُمْ أَوْ يُحَاجُّوكُمْ عِنْدَ رَبِّكُمْ قُلْ إِنَّ الْفَضْلَ بِيَدِ اللَّهِ يُؤْتِيهِ مَنْ يَشَاءُ وَاللَّهُ وَاسِعٌ عَلِيمٌ ۝٧٣﴾ سورة آل عمران:73
- ﴿وَإِنْ يَتَفَرَّقَا يُغْنِ اللَّهُ كُلًّا مِنْ سَعَتِهِ وَكَانَ اللَّهُ وَاسِعًا حَكِيمًا ۝١٣٠﴾ سورة النساء:130
- ﴿يَا أَيُّهَا الَّذِينَ آمَنُوا مَنْ يَرْتَدَّ مِنْكُمْ عَنْ دِينِهِ فَسَوْفَ يَأْتِي اللَّهُ بِقَوْمٍ يُحِبُّهُمْ وَيُحِبُّونَهُ أَذِلَّةٍ عَلَى الْمُؤْمِنِينَ أَعِزَّةٍ عَلَى الْكَافِرِينَ يُجَاهِدُونَ فِي سَبِيلِ اللَّهِ وَلَا يَخَافُونَ لَوْمَةَ لَائِمٍ ذَلِكَ فَضْلُ اللَّهِ يُؤْتِيهِ مَنْ يَشَاءُ وَاللَّهُ وَاسِعٌ عَلِيمٌ ۝٥٤﴾ سورة المائدة:54
- ﴿وَأَنْكِحُوا الْأَيَامَى مِنْكُمْ وَالصَّالِحِينَ مِنْ عِبَادِكُمْ وَإِمَائِكُمْ إِنْ يَكُونُوا فُقَرَاءَ يُغْنِهِمُ اللَّهُ مِنْ فَضْلِهِ وَاللَّهُ وَاسِعٌ عَلِيمٌ ۝٣٢﴾ سورة النور:32
- ﴿إِنَّ رَبَّكَ وَاسِعُ الْمَغْفِرَةِ﴾ سورة النجم:32

## الأقوال في معناه
- قال السعدي:[2]«الواسع الصفات والنعوت ومتعلقاتها بحيث لا يحصي أحد ثناء عليه، بل هو كما أثنى على نفسه، واسع العظمة والسلطان والملك، واسع الفضل والإحسان، عظيم الجود والكرم»
- قال الخطابي[9]:«الواسع: هو الغني الذي وسع غناه مفاقر عباده، ووسع رزقه جميع خلقه، والسعة في كلام العرب: الغنى. ويقال: الله يعطي عن سعة أي عن غنى»
- قال الطبري:[10]«﴿إِنَّ اللّهَ وَاسِعٌ عَلِيمٌ﴾ سورة البقرة:115، يعني جل ثناؤه بقوله: واسع أي: يسع خلقه كلهم بالكفاية والاتصال والجود والتدبير»
- جاء في لسان العرب[11]:«الواسع هو الذي وسع رزقه جميع خلقه، ووسعت رحمته كل شيء، وغناه كل فقر»
- قال الأصبهاني [12]:«الواسع: وسعت رحمته الخلق أجمعين، وقيل: وسِع رزقه الخلق أجمعين، لا تجد أحدا إلاّ وهو يأكل رزقه»
- قال البيهقي [13]:«الواسع هو العالم، فيرجع معناه إلى صفة العلم، وقيل الغنيّ الّذي وسِع غِناه مفاقر الخلق»
- قال ابن قتيبة [14]:«ومن صفاته الواسع وهو الغنيّ، والسّعة الغِنى»
- قال الفراء:[15] «الواسع: الجواد الذي يسع عطاؤه كل شيء»
- قال السمرقندي:[16]«أي الواسع الجواد المحسن الذي يقبل اليسير، ويعطي الجزيل عليم بصلواتكم. ويقال: الواسع الغني عن صلاة الخلق، وإنما يطلب منهم النية الخالصة عليم بنياتكم. ويقال: واسع يعني يوسع عليكم أمر الشرائع، ولم يضيق عليكم الأمر. ويقال: واسع، يعني واسع الفضل.»
- قال الخازن:[17]«واسع من السعة وهو الغني أي يسع خلقه كلهم بالكفاية، والإفضال والجود والتدبير.»
- قال أبو حيان:[18]«واسع: اسم فاعل من وسع يسع سعة ووُسعاً، ومقابله ضاق، إلا أن وسع يأتي متعدّياً: ﴿وسع كرسيه السماوات والأرض﴾ سورة البقرة:255، ﴿ورحمتي وسعت كل شيء﴾ سورة الأعراف:156.»
- قال البقاعي:[19]«واسع أي محيط بما لا تدركه الأوهام، فلا يقع شيء إلا في ملكه؛ وأصل الوسع تباعد الأطراف والحدود.»
- قال الجيلاني:[20]«﴿إن الله واسع﴾ أجل من أن تحيط به القلوب إلا من وسعه الله بلطفه كما أخبر سبحانه بقوله: "لا يسعني أرضي ولا سمائي بل يسعني قلب عبدي المؤمن"[21].»
- قال الشعراوي:[22]«أي يتسع لكل ملكه لا يشغله شيء عن شيء، ولذلك عندما سئل الإمام علي كرم الله وجهه: «كيف يحاسب الله الناس جميعاً في وقت واحد؟» قال: «كما يرزقهم جميعاً في وقت واحد»، إذن فالله لا يشغله شيء عن شيء، ولا يحتاج في عمله إلى شيء، إنما عمله " كن فيكون ".»
- قال إسماعيل حقي:«﴿إن الله واسع﴾ بإحاطته بالأشياء ملكًا وخلقًا فيكون تذييلًا لقوله ولله المشرق والمغرب وكذا إن فسرت السعة بسعة الرحمة فإن قوله ولله المشرق والمغرب لما اشتمل على معنى قولنا لا تختص العبادة والصلاة ببعض المساجد بل الارض كلها مسجد لكم فصلوا في أي بقعة شئتم من بقاعها فهم منه أنه واسع الشريعة بالترخيص والتوسعة على عباده في دينهم لا يضطرهم إلى ما يعجزون عن أدائه والمقصود التوسعة على عباده والتيسير عليهم في كل ما يحتاجون إليه فيدخل فيه التوسعة في أمر القبلة دخولًا أولويًا وهذا التعميم مستفاد من إطلاق واسع حيث لم يقيد بشئ دون شئ.»
- قال الغزالي في شرح الأسماء الحسنى:[23]«الواسع مشتق من السعة والسعة تضاف مرة إلى العلم إذا اتسع وأحاط بالمعلومات الكثيرة وتضاف أخرى إلى الإحسان وبسط النعم وكيفما قدر وعلى أى شئ نزل فالواسع المطلق هو الله تعالى لأنه إن نظر إلى علم فلا ساحل لبحر معلوماته بل تنفد البحار لو كانت مدادًا لكلماته وإن نظر إلى إحسانه ونعمه فلا نهاية لمقدوراته وكل سعة وإن عظمت فتنتهى إلى طرف والذي لا يتناهى إلى طرف فهو أحق باسم السعة والله تعالى هو الواسع المطلق لأن كل واسع بالإضافة إلى ما هو أوسع منه ضيق وكل سعة تنتهى إلى طرف فالزيادة عليها متصورة وما لا نهاية له ولا طرف فلا يتصور عليه زيادة وسعة العبد في معارفه وأخلاقه فان كثرت علومه فهو واسع بقدر سعة علمه وإن اتسعت أخلاقه حتى لم يضيقها خوف الفقر وغيظ الحسود وغلبة الحرص وسائر الصفات المذمومة فهو واسع وكل ذلك فهو إلى نهاية وإنما الواسع المطلق هو الله تعالى.»